# 沃爾夫岡·克特勒
沃尔夫冈·克特勒（德語：Wolfgang Ketterle，發音：[ˈvɔlfɡaŋ ˈkɛtɐlə] ⓘ；1957年10月21日—），德國物理學家，現任麻省理工學院物理學教授。他的研究專注在冷原子的捕捉，以使這些原子接近絕對零度。在1995年時，他所領導的團隊，成為首先獲得玻色-愛因斯坦凝聚的團隊之一。由於這些研究，使他與埃里克·康奈尔以及卡爾·威曼，因「在鹼金屬原子稀釋氣體中（製成）玻色-爱因斯坦凝聚的成就，以及關於凝聚特性的早期基礎研究」，共同獲頒2001年诺贝尔物理学奖，三人平分獎金。

## 生平
沃尔夫冈·克特勒1957年出生在德国海德堡，并在附近的埃珀尔海姆（Eppelheim）长大，从海德堡的中学毕业后，1976年开始在海德堡大学学习物理学，两年后转去慕尼黑工业大学，专业方向是理论物理学，1982年以不对称材料的自旋松弛为论文硕士毕业。此后前往加兴的马克斯·普朗克量子光学研究所和慕尼黑大学，在赫伯特·瓦尔特（Herbert Walther）和哈特穆特·菲格（Hartmut Figger）手下攻读博士，研究实验分子光谱学，1986年以“氢化氦和三原子氢分子的光谱学”为课题获得博士学位。
离开加兴后，克特勒回到海德堡大学研究内燃机，1990年移居美国，在麻省理工学院的电子研究实验室（RLE）工作，并将工作领域转换到激光冷却，1993年加入麻省理工学院物理系，1998年成为教授。2006年被任命为麻省理工学院电子研究实验室副主任，并任麻省理工学院超冷原子中心主任。

## 研究
克特勒在攻读博士学位期间，证明了氢化氦（HeH）的存在，并首次获得这种分子的光谱。在加兴的博士后阶段，他又完成了对光谱的完整解释。赫伯特·瓦尔特后来在总结这一成就时说：“他开创了一个新的研究领域，随即又很快结束了它”（德语：Er hat ein Gebiet kreiert und es gleichzeitig getötet）。
由于20世纪80年代初激光冷却技术的发展，能够将原子气体的温度降低到接近绝对零度，物理学家开始了在气体中实现玻色-爱因斯坦凝聚的尝试。克特勒的研究组是最先实现玻色-爱因斯坦凝聚的研究组之一，1995年克特勒在麻省理工学院的团队在钠（23Na）原子蒸气中实现了玻色-爱因斯坦凝聚。此后，他们又在1997年展示了两个碰撞凝聚物之间的波的干涉，并实现了第一台原子激光仪。2001年，因在碱性原子稀薄气体中实现玻色-爱因斯坦凝聚态，以及对凝聚态物质的性质的早期基础性研究，克特勒与另两位实现铷（87Rb）原子蒸气中玻色-爱因斯坦凝聚的埃里克·康奈尔和卡尔·威曼，共同获得诺贝尔物理学奖。
除了研究超冷原子中的玻色-爱因斯坦凝聚外，克特勒的研究成果还包括2003年创造了分子玻色凝聚物，2005年完成了证明费米凝聚物中高温超流体的实验。

## 荣誉
- 1996年David and Lucile Packard Fellowship
- 1997年美国物理学会Rabi奖
- 1997年德国物理学会古斯塔夫·赫兹奖
- 1998年《发现》杂志工程创新奖
- 1999年低温物理学Fritz-London奖
- 1999年哥廷根科学学会Dannie-Heineman奖
- 2000年物理学本杰明·富兰克林奖章
- 2001年诺贝尔物理学奖
- 2002年德国联邦十字勋章
- 2004年麻省理工学院Killian奖